# إيما أدلر
إيما أدلر (بالألمانية: Emma Adler) (و. 1858 – 1935 م) هي صحفية، ومترجمة، وكاتِبة من النمسا، والإمبراطورية النمساوية المجرية، ولدت في دبرتسن، توفيت في زيورخ، عن عمر يناهز 77 عاماً.